# Ignasius Jonan
Ignasius Jonan né le 21 juin 1963 à Singapour, est un homme politique indonésien.

## Biographie
Il a précédemment été ministre indonésien de l'énergie et des ressources minérales sous l'administration du président Joko Widodo dans le administration. Il est un ancien Ministère des Transports et ancien PDG de la compagnie ferroviaire publique indonésienne, compagnie des chemins de fer indonésiens qu'il a dirigé de 2009 à 2014.
Né à Singapour, Jonan a obtenu son baccalauréat en comptabilité de l'Université d'Airlangga, Surabaya en 1986, et une maîtrise en relations et affaires internationales de la Fletcher School of Law and Diplomacy et de l'Université Tufts de 2005. Il a commencé sa carrière professionnelle dans le secteur bancaire, occupant un poste de directeur général et responsable de la banque d'investissement en Citigroup Indonésie, avant d'entrer dans le secteur des transports publics en 2009. Il a été nommé par Sofyan Djalil, alors ministre des Entreprises publiques, pour diriger des chemins de fer indonésiens.